# Fontanara
Fontanara ist eine Weißweinsorte. Es handelt sich um eine Neuzüchtung zwischen den Sorten Rieslaner und Müller-Thurgau. Die Kreuzung erfolgte im Jahre 1951 durch Hans Breider an der Bayerischen Landesanstalt für Weinbau und Gartenbau in Veitshöchheim bei Würzburg. Der Sortenschutz  sowie der Eintrag in die Sortenliste erfolgten im Jahr 1979. Ihr Name geht auf die Bezeichnung Frische Quelle zurück. Der Namensgeber bezieht sich dabei auf den frischen und rassigen Geschmack der Weine dieser Sorte.
Der aus ihr gekelterte rassige Weißwein besitzt ein wenig ausgeprägtes Sorten-Bouquet und ähnelt dem Riesling. Fontanara ist eine Varietät der Edlen Weinrebe (Vitis vinifera). Sie besitzt zwittrige Blüten und ist somit selbstfruchtend. Beim Weinbau wird der ökonomische Nachteil vermieden, keinen Ertrag liefernde, männliche Pflanzen anbauen zu müssen.
Synonyme: Zuchtstammnummer WÜ B 51-4-10
Abstammung: Rieslaner × Müller-Thurgau